# Голосіївська площа
Голосі́ївська пло́ща — площа в Голосіївському районі міста Києва, місцевості Голосіїв, Деміївка. Розташована між Голосіївським проспектом, вулицями Голосіївською, Максима Рильського і Васильківською.

## Історія
Виникла в XIX столітті як площа без назви. Офіційну назву отримала 1961 року.
У грудні 2010 року на площі відкрилася станція метро «Голосіївська»